# Sayabec

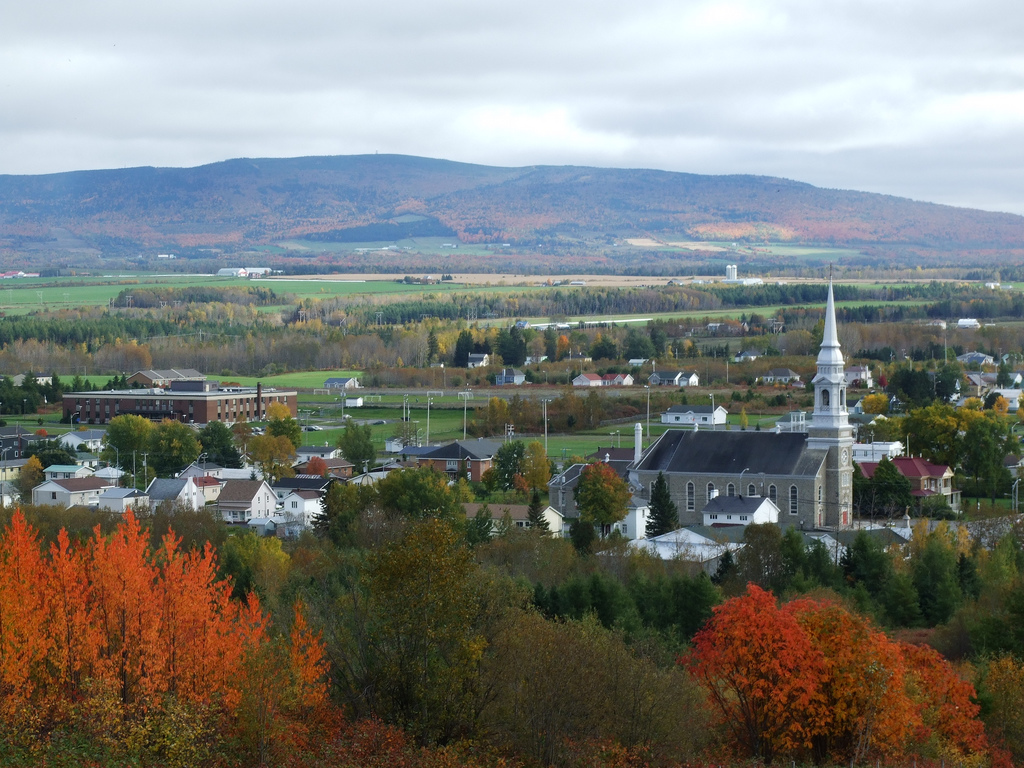
Sayabec

Sayabec é uma aldeia do Canadá, província de Quebec. Está localizado na foz do Rio São Lourenço. Sua área é de 130,29 km², e sua população é de 1 953 habitantes (do censo nacional de 2006), e uma densidade populacional de 13 hab/km².